# گریگوری یوب
گریگوری یوب (به انگلیسی: Gregory Yob) زاده ۱۹۴۵ در یوجین، اورگن و وفات یافته در سپتامبر ۲۰۰۵ است. او طراح بازی کامپیوتری معروف هانت دی وامپوس است که در سال‌های بعد به عنوان یکی از مسائل هوش مصنوعی برای تحلیل و حل مسئله تبدیل شد.
گریگوری مقاله‌ای درباره ایجاد میدان جاذبه در مجله ساینتیفیک آمریکن منتشر کرد که باعث شهرت او شد.
یوب در سال‌های آخر عمر نام خانوادگی خود را به کورسان تغییر داد.